# Анкирский монумент
Анки́рский монумент (лат. Monumentum Ancyranum) — памятник древнеримской архитектуры и литературы начала I века н. э.; надпись-билингва, вырезанная на стенах храма Августа и Ромы, находящегося в провинции Галатии (Галации) на территории города Анкира (современная Анкара, Турция).
Храм в форме периптера коринфского ордера построен в конце I века до н. э. После смерти Октавиана Августа в 14 году н. э. на стенах храма была высечена копия «Деяний божественного Августа» (лат. Res gestae divi Augusti), завещания императора, на латинском (на внутренних стенах) и греческом (на внешних стенах) языках.
Впоследствии храм Августа и Ромы был превращён в мечеть.
В Европе надпись стала известна в 1555 году благодаря австрийскому дипломату Ожье де Бусбеку, отправленному послом императора Фердинанда I к султану Сулейману. Бусбек передал сделанные им или его спутниками копии надписи А. Шотту и И. Липсиусу; новая копия, более полная, чем все предыдущие, была сделана французским путешественником Г. Перро. По этой копии памятник был издан и объяснён Теодором Моммзеном и Теодором Бергком.

## Галерея

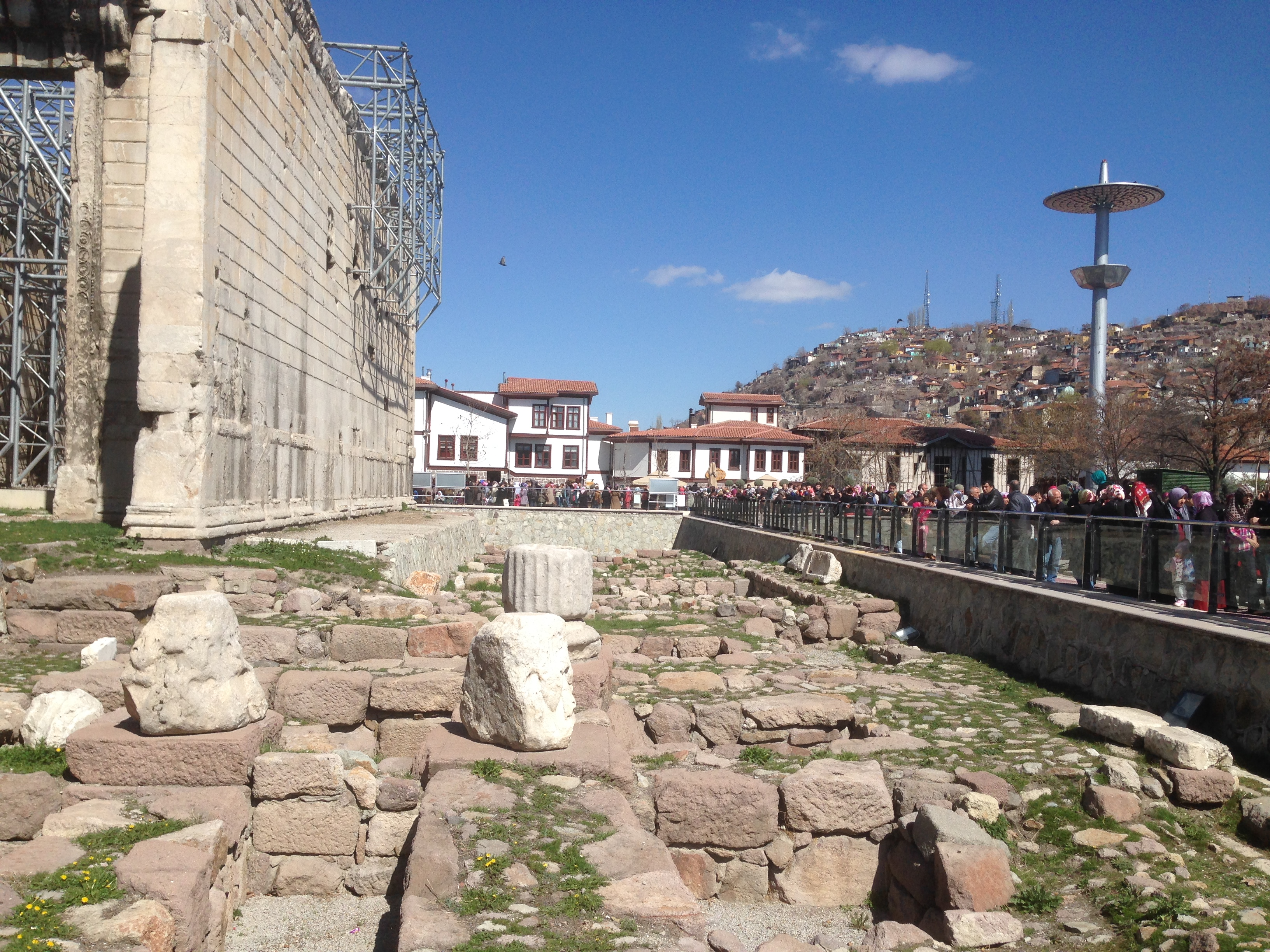
Храм Августа в Анкаре, 2014.
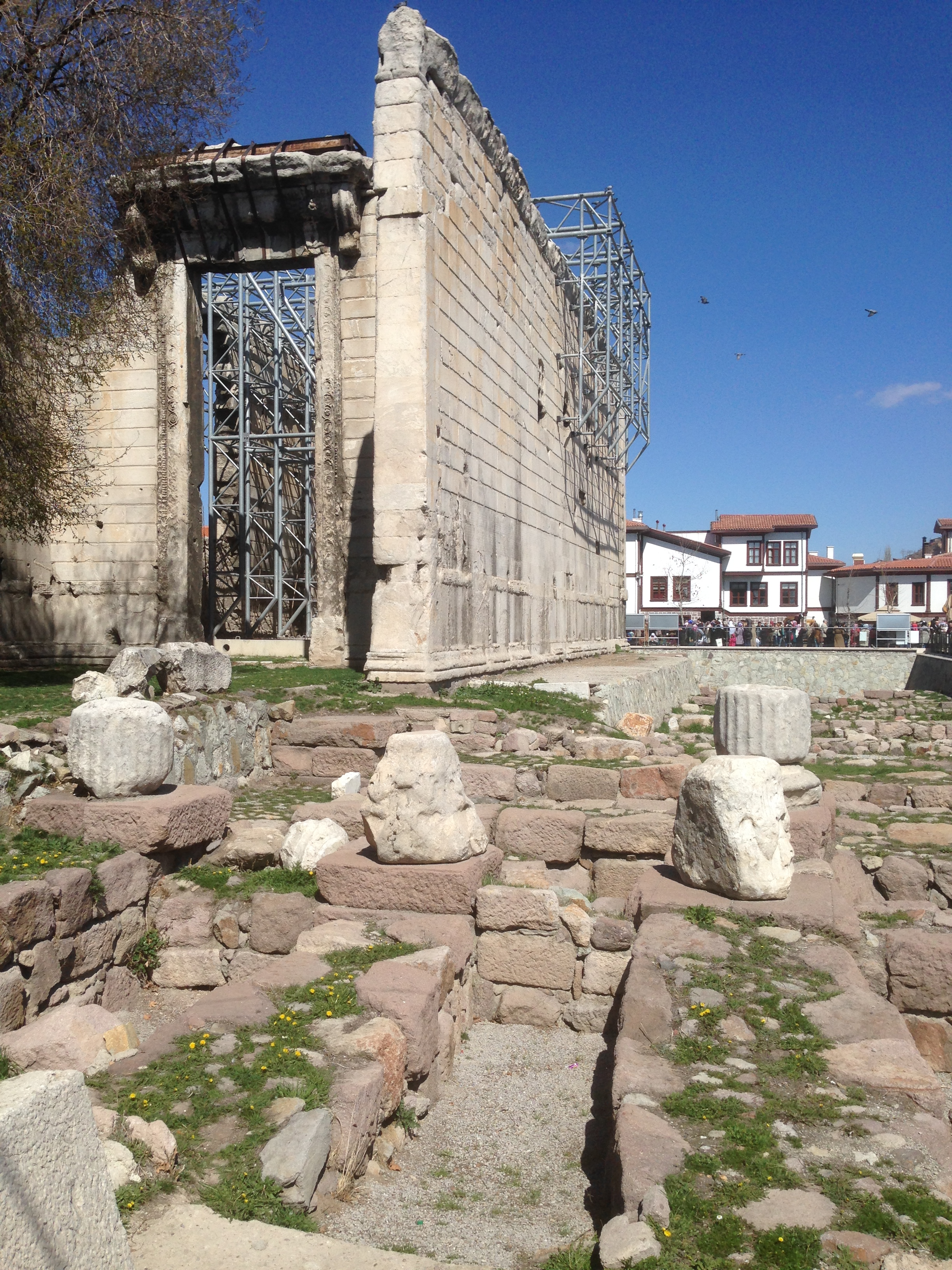
Храм Августа в Анкаре, 2014.
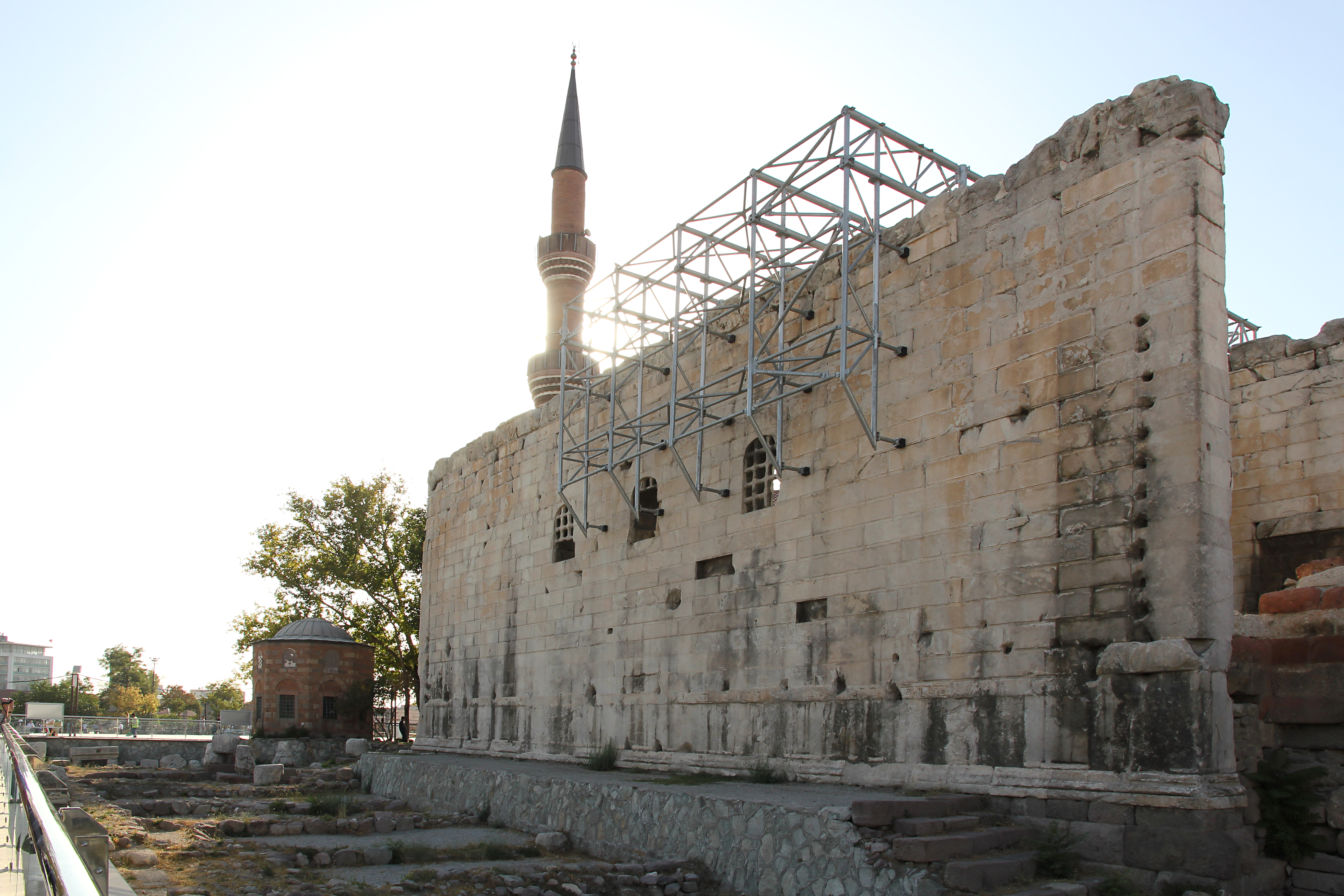
Храм Августа, внешняя стена Анкары на юго-востоке
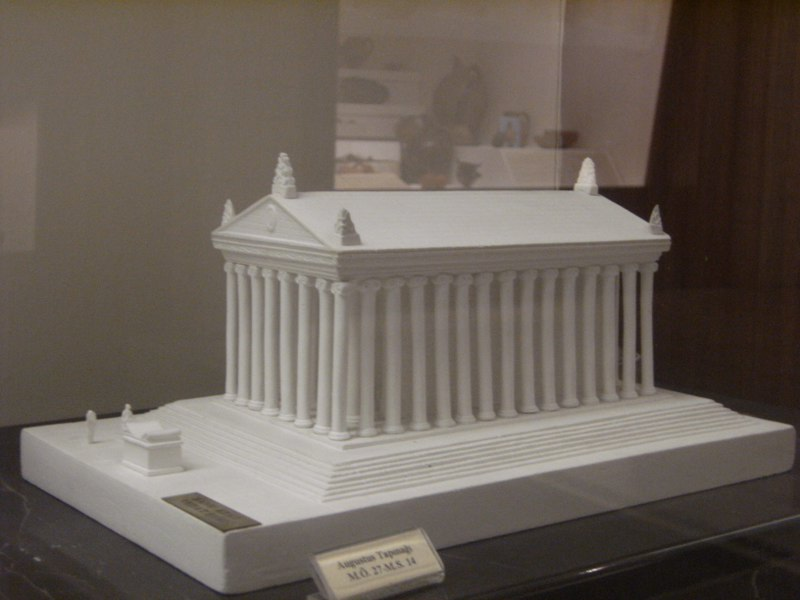
Миниатюра храма в Музее анатолийских цивилизаций
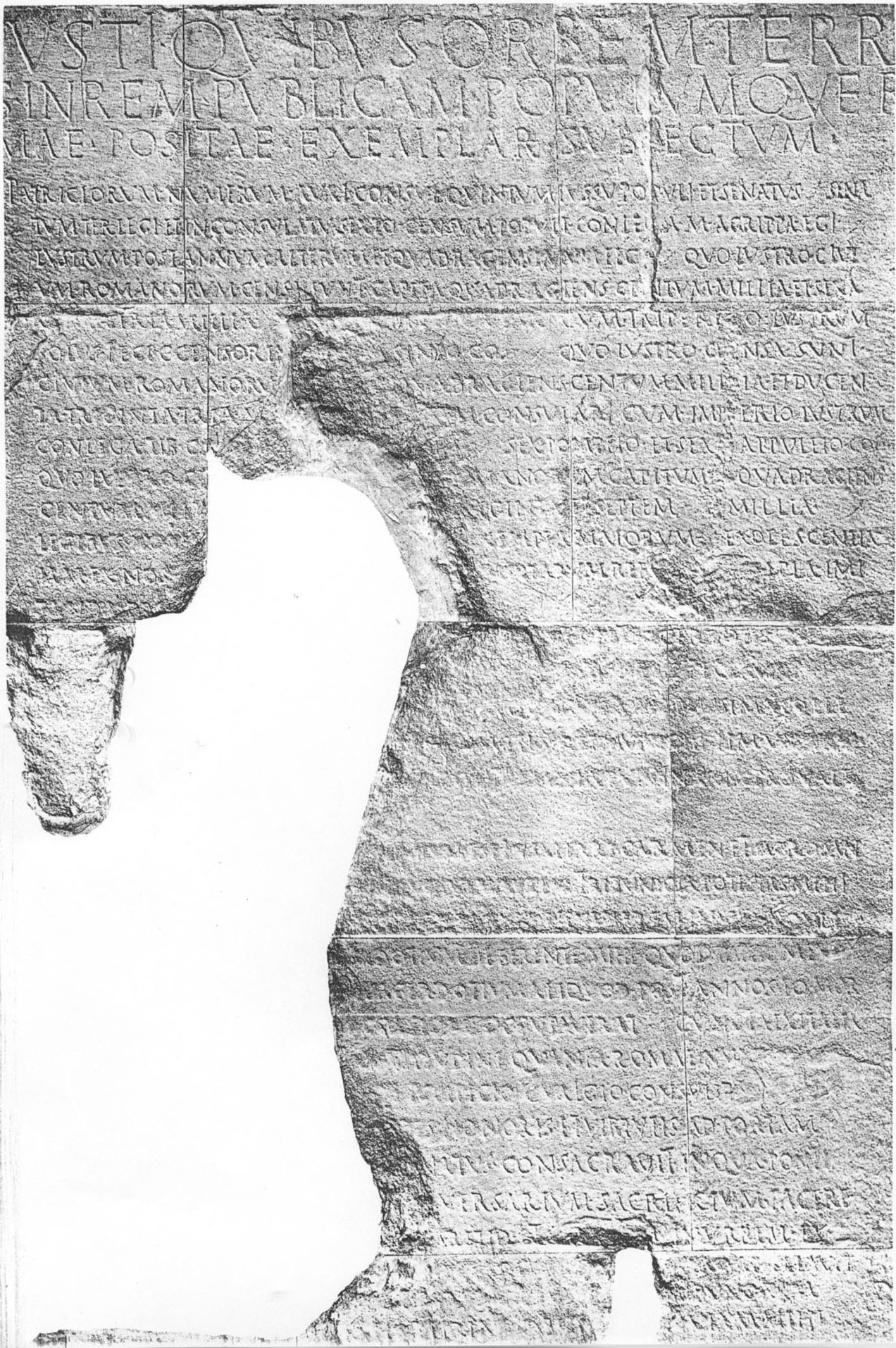
Части Деяний Августа.
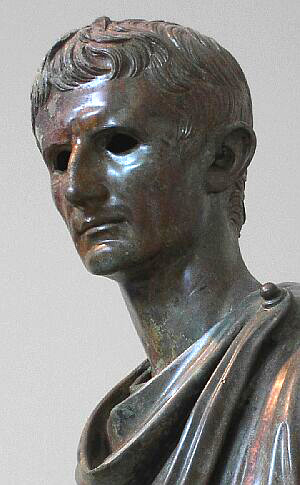
Бронзовый бюст императора Августа.